# Jared Schmidt
Jared Schmidt (Ottawa, 18 april 1997) is een Canadese freestyleskiër. Hij vertegenwoordigde zijn vaderland op de Olympische Winterspelen 2022 in Peking. Hij is de broer van freestyleskiester Hannah Schmidt.

## Carrière
Schmidt maakte zijn wereldbekerdebuut in januari 2019 in Blue Mountain. In januari 2021 scoorde hij in Idre Fjäll zijn eerste wereldbekerpunten. In februari 2021 stond de Canadees in Bakoeriani voor de eerste maal in zijn carrière op het podium van een wereldbekerwedstrijd. Tijdens de Olympische Winterspelen van 2022 in Peking eindigde Schmidt als tiende op de skicross. 
Op de wereldkampioenschappen freestyleskiën 2023 in Bakoeriani eindigde hij als zeventiende op de skicross. Op 8 december 2023 boekte de Canadees in Val Thorens zijn eerste wereldbekerzege.

## Resultaten

### Olympische Winterspelen
| Jaar | Plaats | Resultaten   |
| ---- | ------ | ------------ |
| 2022 | Peking | 10e Skicross |

### Wereldkampioenschappen
| Jaar | Plaats     | Resultaten   |
| ---- | ---------- | ------------ |
| 2023 | Bakoeriani | 17e Skicross |

### Wereldbeker
Eindklasseringen
| Seizoen   | SX  |
| --------- | --- |
| 2020/2021 | 38e |
| 2021/2022 | 28e |
| 2022/2023 | 21e |

Wereldbekerzeges
| Datum            | Plaats      | Onderdeel |
| ---------------- | ----------- | --------- |
| 8 december 2023  | Val Thorens | Skicross  |
| 12 december 2023 | Arosa       | Skicross  |
| 21 december 2023 | Innichen    | Skicross  |